# Tattoo Ari
Tattoo Ari (TATTOO＜刺青＞あり?) es el nombre de película japonesa del género drama dirigido por Banmei Takahashi. La película se basa en la vida de Akiyoshi Umekawa.

## Actores
- Ryudo Uzaki como Akio Takeda.
- Keiko Sekine como Michiyo.
- Misako Watanabe como Sadako Takeda.
- Ayako Ōta como Miyoko.
- Yoshiko Osimi como Satoko.
- Jirō Yabuki / Jirō Chiba como Teruya Shimada.
- Shirō Shimomoto como Sato.
- Kazuhiro Yamaji como nuevo amante Michiyo.
- Maiko Kazama como Sanae.

## Premios y nominaciones
4º Festival de Cine de Yokohama
- Ganado: Mejor Director - Banmei Takahashi
- Ganado: Mejor Actor - Ryudo Uzaki (宇崎竜童)
- Tercera Mejor Película[3]